# Cournonsec
Cournonsec é uma comuna francesa na região administrativa de Occitânia, no departamento de Hérault. Estende-se por uma área de 12,06 km². Em 2010 a comuna tinha 3 461 habitantes (densidade: 287 hab./km²).